# Microrégion de Rio Claro
 (février 2025).
Si vous disposez d'ouvrages ou d'articles de référence ou si vous connaissez des sites web de qualité traitant du thème abordé ici, merci de compléter l'article en donnant les références utiles à sa vérifiabilité et en les liant à la section « Notes et références ».
La microrégion de Rio Claro est l'une des trois microrégions qui subdivisent la mésorégion de Piracicaba de l'État de São Paulo au Brésil.
Elle comporte 6 municipalités qui regroupaient 247 183 habitants en 2006 pour une superficie totale de 2 944 km².

## Municipalités[1]
- Brotas
- Corumbataí
- Ipeúna
- Itirapina
- Rio Claro
- Torrinha